# Michelangelo Anselmi

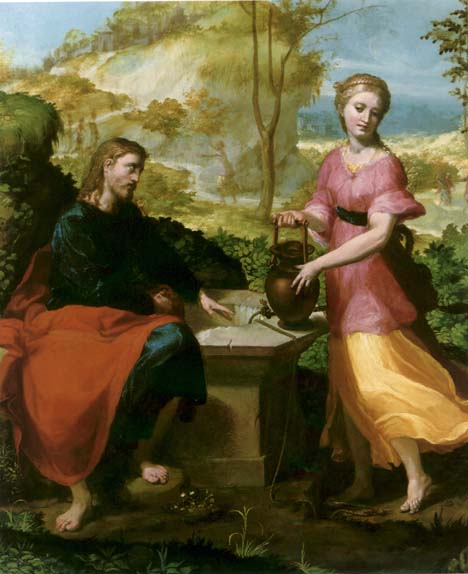
Michelangelo Anselmi, Cristo e la Samaritana al pozzo (Lakeview Museum - USA).

Michelangelo Anselmi, Madonna col Bambino in gloria tra i santi Stefano e Giovanni Battista (Louvre).

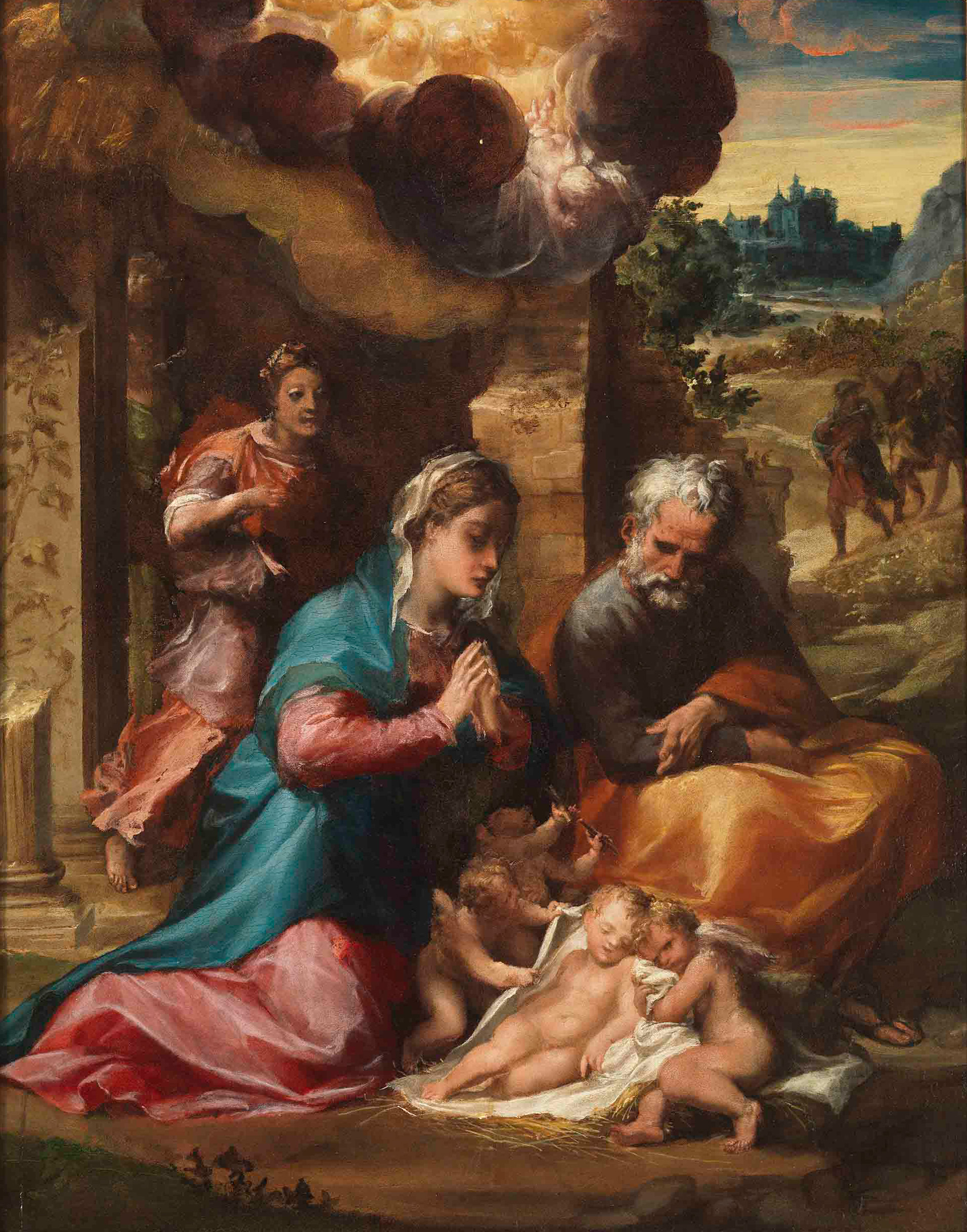
Michelangelo Anselmi, Adorazione dei pastori (Museo di Capodimonte)

Michelangelo Anselmi (Lucca, 1491/1492 – Parma, 1556) è stato un pittore italiano.

## Biografia
Non è sicuro il luogo dove nacque: la sua famiglia, di origine nobile, nota dal XIII secolo con il predicato "di Cardano", si trasferì da Lucca a Siena attorno all'anno 1500 e nel 1511, e proprio a Siena, fu citato per la prima volta come pittore. Allievo del Sodoma, subì influenze anche dal Beccafumi. Si conservano solo due sue opere a Siena: un affresco nella chiesa di Fontegiusta e la tavola della Sacra famiglia nella Pinacoteca Nazionale, attribuita tuttavia anche al Neroni.
Verso il 1515 si recò a Parma, città nativa del padre Antonio, e vi è documentato come pittore dal 1520. Da quell'anno l'Anselmi sostanzialmente lavorò sempre a Parma, a parte un soggiorno a Venezia nel 1538, nel 1542 a Mantova, nel 1544 a Siena e nel 1546 nuovamente a Venezia.
Le prime opere importanti a Parma furono gli affreschi eseguiti nel 1522-1523 nei costoloni, nelle absidi del transetto e in due cappelle della chiesa di San Giovanni Evangelista, contemporaneamente con l'attività del Parmigianino nelle cappelle laterali e a quella del Correggio nella cupola; seguono una Sacra conversazione del 1526 nel Duomo, una Madonna col Bambino in gloria tra i santi Stefano e Giovanni Battista del 1535 circa, per la chiesa di Santo Stefano che, sequestrata dai Francesi nel 1803, è ora al Louvre. Altre opere sono gli affreschi della collegiata di San Bartolomeo Apostolo di Busseto del 1538, l'affresco dell'Incoronazione della Vergine nell'abside della chiesa della Steccata del 1540–1542, su cartoni di Giulio Romano, altri affreschi nel Duomo, un'Adorazione dei Magi e i Quattro profeti (1554-1556), terminati alla sua morte dal Gatti.

## Stile
Nelle sue opere parmensi l'Anselmi si mantiene fedele alla sua formazione senese, derivata dal Sodoma e dal Beccafumi, ma insieme con loro si rintracciano influssi di fra Bartolomeo e Andrea del Sarto. Dal 1520 si fa dominante l'influsso del Correggio, del quale è collaboratore negli affreschi del Duomo, unendo così la classica cultura senese con la morbida e armoniosa sensualità correggesca. Nelle opere tarde emergono elementi manieristici derivanti da Giulio Romano anche se resta prevalente uno stile senese–correggesco.
Caratteristico dell'Anselmi è il dinamismo delle composizioni, eseguite sulla base di un solido disegno e di un colorismo caldo e brillante. Dagli anni Trenta rafforzò il rapporto luce–colore e la plasticità delle figure, con un maggior interesse al paesaggio e alla profondità spaziale.
Ebbe l'incarico da papa Paolo III di terminare la Basilica di San Pietro a Roma.

## Opere (elenco parziale)
- Busseto, Collegiata di San Bartolomeo Apostolo, Padri e dottori della Chiesa, affreschi
- Busseto, Convento di Santa Maria degli Angeli, Ultima Cena
- Mantova, Collezione privata, Sacra famiglia con Santa Elisabetta, attribuito.
- Milano, Pinacoteca di Brera, Santi Gerolamo e Caterina
- Modena, Galleria Estense, Sacra Famiglia con due santi
- Monaco di Baviera, Alte Pinakothek, Madonna col Bambino in gloria e due santi
- Napoli, Museo di Capodimonte, Adorazione dei pastori, Santi Clara e Antonio, Madonna col Bambino, Sacra Famiglia, Madonna col Bambino e due santi, Ritratto di Bernardi da Castelbolognese, Ritratto di un sarto
- Parigi, Louvre, Vergine in gloria con i santi Giovanni e Sebastiano
- Parma, Duomo, Madonna col Bambino e quattro santi
- Parma, Madonna della Steccata, affreschi nell'abside e nel coro
- Parma, Palazzo Imperiale dell'Arena, decorazioni della sala della biblioteca antica con scene policrome e figure monocrome entro nicchie
- Parma, Chiesa di San Giovanni Evangelista, Cristo portacroce, quadro; San Sebastiano e San Giovanni Battista, affreschi
- Parma, Galleria Nazionale, San Pietro martire, Madonna col Bambino, Sacra Famiglia, Madonna col Bambino in gloria e quattro santi
- Parma, Oratorio dell'Immacolata Concezione, affreschi nella cupola con G. F. Rondani
- Reggio Emilia, Basilica di San Prospero, Battesimo di Cristo
- San Secondo Parmense, rocca, affreschi.
- Peoria, Lakewiew Museum, Cristo e la Samaritana al pozzo
- Siena, Pinacoteca Nazionale, Sacra famiglia, attribuita
- Siena, chiesa di Fontegiusta, Circoncisione, affresco
- Soragna, Carzeto, Chiesa di San Giovanni Battista, Madonna col Bambino e due santi
- Tizzano Val Parma, Capriglio, Chiesa di San Michele, Madonna col Bambino e tre santi
- Washington, National Gallery of Art, Apollo e Marsia